# MELLOW (氷室京介のアルバム)
『MELLOW』（メロウ）は、日本のシンガーソングライターである氷室京介の8枚目のオリジナル・アルバム。
2000年2月23日にポリドール・レコードのBeatNixレーベルからリリースされた。前作『I・DÉ・A』（1997年）以来約2年2か月ぶりにリリースされた作品であり、作詞は森雪之丞および松井五郎、全作曲は氷室が担当、また前作に続き氷室の単独プロデュースとなっている。
レコーディングは一部日本国内で行われた以外はアメリカ合衆国にて行われ、ギタリストのスティーヴ・スティーヴンスやドラマーのヴィニー・カリウタ、ベーシストのトニー・レヴィンなどが参加、エンジニアはニール・ドーフスマンの他に、グラミー賞受賞経験のあるデヴィッド・ビアンコなどが参加。音楽性としてはアップテンポの曲を極力排除しバラード中心構成となっている。
本作からは先行シングルとしてノンタイアップとなった「SLEEPLESS NIGHT 〜眠れない夜のために〜」、フジテレビ系テレビドラマ『氷の世界』（1999年）の主題歌として使用された「ダイヤモンド・ダスト」、映画『ISOLA 多重人格少女』（2000年）の主題歌として使用された「永遠 〜Eternity〜」がシングルカットされた。本作はオリコンアルバムチャートにおいて最高位第5位となり、売り上げ枚数は20万枚を超えたため日本レコード協会からゴールド認定を受けている。

## 背景
ソロデビュー10周年を記念したベスト・アルバム『Collective SOULS 〜THE BEST OF BEST〜』（1998年）リリース後、氷室は「TOUR "COLLECTIVE SOULS" 1998 One Night Stand」と題したコンサートツアーを同年7月15日の横浜アリーナからツアーファイナルとなった9月19日および20日の横浜スタジアム2日間連続公演まで9都市全13公演を実施、約21万人を動員した。このコンサートツアーは「SHAKE THE FAKE」以来3年半ぶりとなり、同ツアーではU2やピンク・フロイドのステージデザインを手掛けたマーク・フィッシャーがデザインを担当、ステージ衣裳はクロムハーツのリチャード・スタークが担当した。氷室は過去のライブで最も印象に残っているのが同ツアーファイナルの横浜スタジアム公演であると述べ、アメリカに移住してチャレンジした結果が全て形となり、BOØWYを完全に追い抜いたとの実感から絶品であると自画自賛した。同公演の模様は同年12月9日に初のライブ・アルバム『The One Night Stands 〜TOUR "COLLECTIVE SOULS" 1998〜』として、また12月24日にライブ・ビデオ『The one night stands - tour "Collective Souls" 1998』としてリリースされた。

## 録音、制作、音楽性
レコーディングはアメリカのアンドラスタジオ、マウンテンゲートスタジオ、ロイヤルトーンスタジオ、スタジオチェロの他に日本のソニースタジオ、サウンド・シティにて行われた。レコーディングには前述のコンサートツアーにも参加したギタリストのスティーヴ・スティーヴンス、ドラマーのマーク・シュルマンが参加している。シュルマンとの出会いはスティーヴンスが氷室と共にサンタモニカ付近のライブハウスにて行われたシュルマンのライブを見に行った事がきっかけとなり、氷室が非常に気に入ったためにツアーへの参加が決定した。
本作において氷室は初めてPro Toolsを使用して歌録りを行っている。収録曲の「ダイヤモンド・ダスト」に関しては、テレビ局のプロデューサーが氷室の大ファンであった事からドラマ主題歌として制作する企画を持ち込まれ、氷室がプロデューサーとの対話や台本を読んだ上でドラマ主題歌として制作される事となった。
本作の音楽性に関して氷室は、ビート系の楽曲を極力排除してメロウな曲のみを収録しているため「ちょっと異色な存在感を持った作品」と述べている。また「自分にないものを突き詰めていったアルバム」とも述べており、ディレクターの臼井克幸は渡米後の氷室の曲作りに関して、「ミディアムなナンバーやバラードの作り方が変わったなというイメージがすごく強い」と述べ、著名である事から日本国内では困難となる事もロサンゼルスでは問題にならず、精神的にも良好な状態で制作されたとも述べた。

## リリース、アートワーク、批評、チャート成績
| 専門評論家によるレビュー | 専門評論家によるレビュー |
| レビュー・スコア         | レビュー・スコア         |
| 出典                     | 評価                     |
| ------------------------ | ------------------------ |
| CDジャーナル             | 肯定的                   |

本作は2000年2月23日にポリドール・レコードのBeatNixレーベルからコンパクトディスクにてリリースされた。初回限定版はデジパック仕様でオリジナルタトゥーシールが付属していた。氷室は当時の音楽業界においてメディアミックス戦略のために音楽が大量消費されているような状況であった事に対して不信感を抱き、業界とは一線を引いた音楽活動に専念していた。そのため1999年8月18日にリリースされた先行シングル「SLEEPLESS NIGHT 〜眠れない夜のために〜」をノンタイアップおよび限られたプロモーションのみでリリースする事となった。また、1999年10月27日にはフジテレビ系テレビドラマ『氷の世界』（1999年）の主題歌として使用された「ダイヤモンド・ダスト」、2000年1月15日には映画『ISOLA 多重人格少女』（2000年）の主題歌として使用された「永遠 〜Eternity〜」がそれぞれ先行シングルとしてシングルカットされた。
本作は歌詞カードに記載されている曲順とCDに収録されている曲順が異なっている。これに関して氷室は納期直前まで曲順が決定できなかった事が原因であると述べ、歌詞カードに記載されている曲順が当初予定していたものであり、印刷物は事前に依頼を掛けなくてはならない事から後に修正ができず、土壇場で急遽氷室が曲順を変更したために食い違いが発生する事となったと述べている。
音楽情報サイト『CDジャーナル』では、「タイトル通り、メロウな曲がメインの一枚」と本作を位置付けており、氷室のボーカルに関して「甘くセクシーな歌声」と表現した上でバラード曲との相性が良くまた「品がいい」と評した他、1曲目および9、10曲目が骨太なロックナンバーであり「全体を引き締めている」と肯定的に評価した。本作はオリコンアルバムチャートにおいて最高位第5位の登場回数は6回で、売り上げ枚数は21.7万枚となった。

## ツアー
前回のコンサートツアー「TOUR "COLLECTIVE SOULS" 1998 One Night Stand」がスタジアムなどの大規模な会場のみであった事から、氷室は小規模な会場も含めて細かくツアーを行いたいという希望を出していたが本作の完成によりツアーの実施が困難となり、コンサートツアーを行うために次作『beat haze odyssey』（2000年）がリリースされる事となった。

## 収録曲
- CD付属の歌詞カードに記載されたクレジットを参照[14]。

| #         | タイトル                                   | 作詞               | 作曲      | 編曲                       | 時間  |
| --------- | ------------------------------------------ | ------------------ | --------- | -------------------------- | ----- |
| 1.        | 「SLEEPLESS NIGHT 〜眠れない夜のために〜」 | 森雪之丞           | 氷室京介  | スティーヴ・スティーヴンス | 4:54  |
| 2.        | 「永遠 〜Eternity〜 (album mix)」          | 森雪之丞           | 氷室京介  | 氷室京介                   | 4:17  |
| 3.        | 「Still The One」                          | 氷室京介、松井五郎 | 氷室京介  | 氷室京介、キム・ブラード   | 5:36  |
| 4.        | 「Believe」                                | 松井五郎           | 氷室京介  | 氷室京介、キム・ブラード   | 4:13  |
| 5.        | 「Silent Blue (album mix)」                | 森雪之丞           | 氷室京介  | 氷室京介、キム・ブラード   | 4:57  |
| 6.        | 「So Far So Close」                        | 松井五郎           | 氷室京介  | 氷室京介、キム・ブラード   | 5:32  |
| 7.        | 「ダイヤモンド・ダスト」                   | 森雪之丞           | 氷室京介  | ポール・バックマスター     | 5:13  |
| 8.        | 「Chaos」                                  | 氷室京介、松井五郎 | 氷室京介  | 氷室京介、キム・ブラード   | 3:56  |
| 9.        | 「Jive!」                                  | 松井五郎           | 氷室京介  | 氷室京介、キム・ブラード   | 3:54  |
| 10.       | 「bringing da noise」                      | 森雪之丞           | 氷室京介  | 氷室京介、キム・ブラード   | 3:50  |
| 合計時間: | 合計時間:                                  | 合計時間:          | 合計時間: | 合計時間:                  | 46:22 |

## スタッフ・クレジット
- CD付属の歌詞カードに記載されたクレジットを参照[14]。

### 参加ミュージシャン
- カート・ビスケラ（英語版） – ドラムス（2, 7曲目）
- ジョッシュ・フリース（英語版） – ドラムス（5, 6曲目）
- マーク・シュルマン（英語版） – ドラムス（1曲目）
- トス・パノス（英語版） – ドラムス（1曲目）
- ヴィニー・カリウタ – ドラムス（4曲目）
- グレッグ・リクリング – ベース（5, 6曲目）
- ジョン・ピアス – ベース（7, 9, 10曲目）
- ポール・ブシュネル – ベース（3, 4, 8曲目）
- スティーヴ・スティーヴンス – ベース（1曲目）、ギター（1曲目）
- トニー・レヴィン – ベース（2曲目）
- 氷室京介 – ギター
- マイケル・ランドウ – ギター（2 - 4, 6, 8 - 10曲目）
- スティーブ・ファリス – ギター（4曲目）
- ティム・ピアス（英語版） – ギター（5, 7曲目）
- キム・ブラード（英語版） – キーボード&ピアノ（1曲目以外）
- ポール・バックマスター（英語版） – キーボード&ピアノ（7曲目）
- デヴィッド・キャンベル – ストリングス・アレンジメント（2曲目）
- ルイス・コンテ – パーカッション（9, 10曲目）

### 録音スタッフ
- 氷室京介 – エグゼクティブ・プロデューサー、プロデューサー
- クリス・ファーマン – レコーディング・エンジニア（9, 10曲目）、ミキシング・エンジニア（2 - 6, 8 - 10曲目）
- デヴィッド・ビアンコ（英語版） – レコーディング・エンジニア（3, 4, 6, 8曲目）
- ニール・ドーフスマン – レコーディング・エンジニア（1曲目）、ミキシング・エンジニア（1曲目）
- ノエル・ゴールデン – レコーディング・エンジニア（1曲目）
- ピーター・ロイマー – レコーディング・エンジニア（7曲目）、ミキシング・エンジニア（7曲目）
- スティーブ・チャーチヤード – レコーディング・エンジニア（2, 5曲目）
- 池田秀明 – レコーディング・エンジニア（5曲目）
- 竹村彩 – レコーディング・エンジニア（1曲目）
- ギャビン・ラーセン（英語版） – マスタリング・エンジニア

### 美術スタッフ
- 迫田英行（電通） – シニア・クリエイティブ・ディレクター
- 藤原英之（電通） – クリエイティブ・ディレクター
- 徳田祐司（電通） – アートディレクター
- むらいしかずこ（電通） – デザイナー
- たにやまりょう（コモン） – デザイナー
- 権八成裕（電通） – コピーライター
- ビル・ジェイコブソン（ジュリーソールギャラリー、ニューヨーク） – 写真撮影
- 石渡知花 – ヘアー&メイク・アップ
- やぎたかこ – スティール・コーディネーション
- マイケル・ワカバヤシ – スティール・コーディネーション
- 芳賀祐美（ユニバーサルミュージック） – アートワーク・コーディネーション

### 制作スタッフ
- 月光恵亮 – エグゼクティブ・プロデューサー
- Tama（アルジャーノン U.S.A.） – プロジェクト・ヒムロ
- グロリア・バラナイ（アルジャ－ノン） – プロジェクト・ヒムロ
- スーザン・グード（アルジャーノン） – プロジェクト・ヒムロ
- まつもとまさる (BeatNix) – プロジェクト・ヒムロ
- やまもとしょうこ (BeatNix) – プロジェクト・ヒムロ
- さくらいみわ (BeatNix) – プロジェクト・ヒムロ
- 土屋浩 (Gym the Manage) – プロジェクト・ヒムロ
- やまがひでゆき (GYM the MANAGE) – プロジェクト・ヒムロ
- 臼井克幸（ポリドール） – プロジェクト・ヒムロ
- 余越直（ポリドール） – プロジェクト・ヒムロ
- 前田利博（ポリドール） – プロジェクト・ヒムロ
- とうすじしんいち（ポリドール） – プロジェクト・ヒムロ
- 石坂敬一（ユニバーサルミュージック） – ゼネラルマネージャー
- 折田育造（ポリドール・レコード） – ゼネラルマネージャー
- 後藤由多加 (BeatNix) – ゼネラルマネージャー

## チャート、認定
| チャート         | 最高順位 | 登場週数 | 売上数   | 出典  |
| ---------------- | -------- | -------- | -------- | ----- |
| 日本（オリコン） | 5位      | 6回      | 21.7万枚 | [ 2 ] |

| 国/地域 | 認定組織         | 日付      | 認定     | 売上数   | 出典  |
| ------- | ---------------- | --------- | -------- | -------- | ----- |
| 日本    | 日本レコード協会 | 2000年3月 | ゴールド | 200,000+ | [ 3 ] |